# Шоймушу-Маре
Шоймушу-Маре (рум. Șoimușu Mare) — село у повіті Харгіта в Румунії. Входить до складу комуни Сечел.
Село розташоване на відстані 231 км на північний захід від Бухареста, 67 км на захід від М'єркуря-Чука, 112 км на південний схід від Клуж-Напоки, 93 км на північний захід від Брашова.

## Населення
За даними перепису населення 2002 року у селі проживали 346 осіб, з них 344 особи (99,4%) угорців. Рідною мовою 344 особи (99,4%) назвали угорську.